# 大卡齊米日

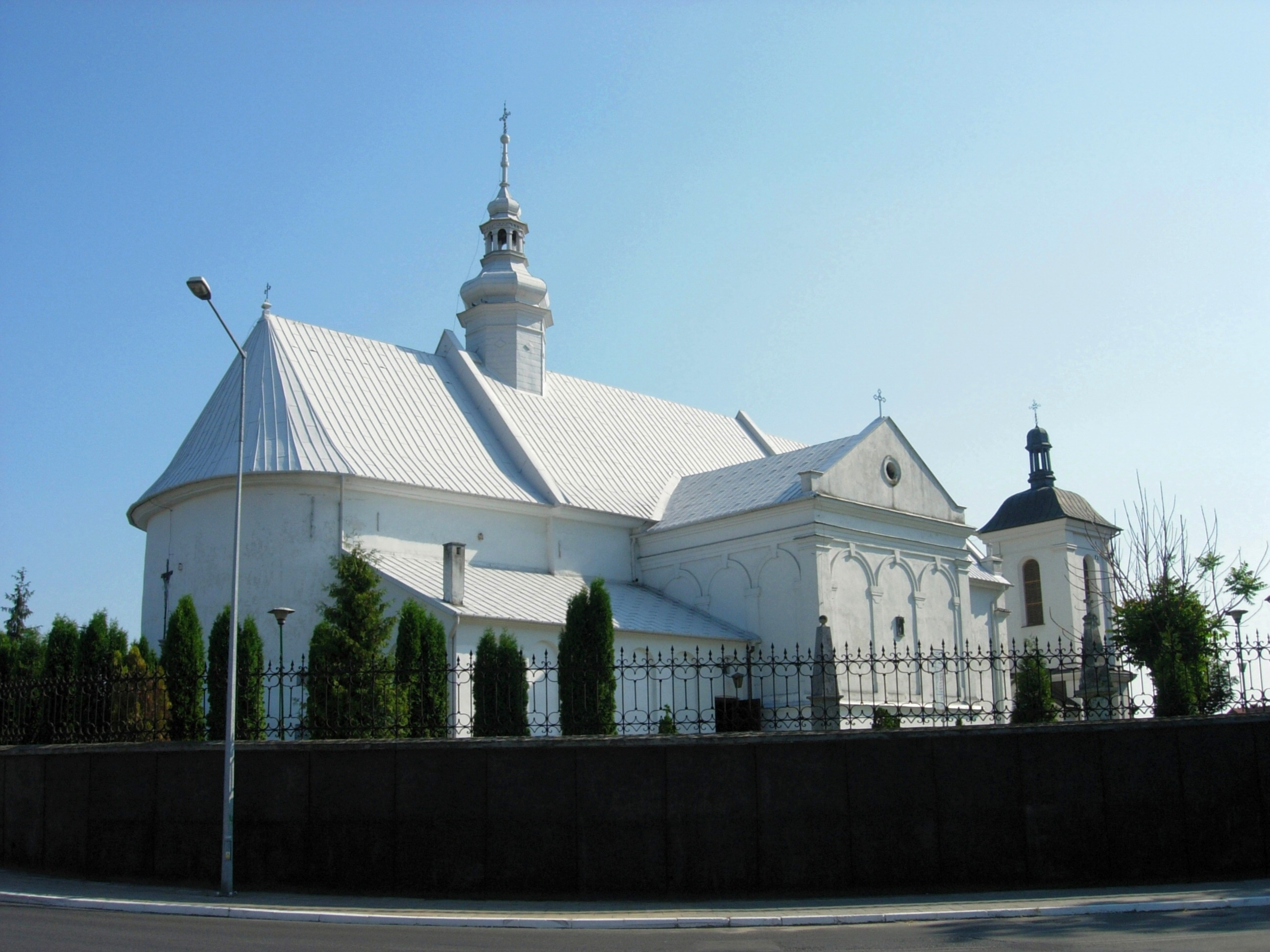

50°16′25″N 20°29′4″E / 50.27361°N 20.48444°E
大卡齊米日（波蘭語：Kazimierza Wielka），是波蘭的城鎮，位於該國中部，由聖十字省負責管轄，是卡齊米日縣的首府，面積5.3平方公里，2012年人口5,575，人口密度每平方公里1,000人。